# Tutong (dystrykt)
Tutong (malajski Daerah Tutong) – jeden z czterech dystryktów Brunei, zajmujący centralną część kraju. Stolicą jest Pekan Tutong.
Dystrykt ma powierzchnię 1303 km² i jest zamieszkiwany przez 35 200 mieszkańców. Dzieli się na 8 mniejszych jednostek (mukimów). Większe miasta to, oprócz Pekan Tutong: Kuala Abang, Lamunin, Melit, Penanjong i Telisai. Przez dystrykt przeływa rzeka Sungai Tutong. Znajduje się tu również największe jezioro Brunei, Tasek Merimbun.

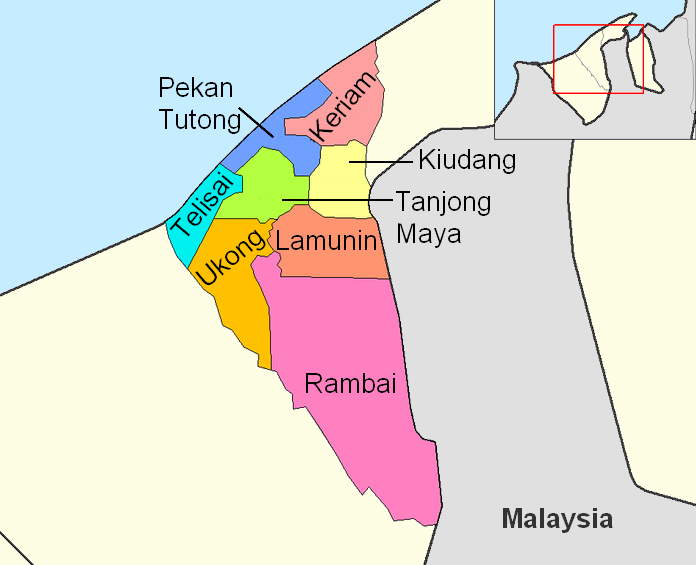
Mukimy dystryktu Tutong